# NGC 6770
NGC 6770 (другие обозначения — PGC 63048, ESO 141-49, VV 304, AM 1914-603) — галактика в созвездии Павлин.
Этот объект входит в число перечисленных в оригинальной редакции «Нового общего каталога».